# Габриэлла Фокс
Габриэлла Фокс (англ. Gabriella Fox, урождённая Карли Гликман, англ. Karlee Glickman; род. 24 февраля 1989 года, Лос-Анджелес, Калифорния, США) — американская порноактриса.

## Биография
Её карьера в порнофильмах началась в студии Digital Playground в 2008 году. Фокс впервые была представлена агентством талантов Шай Лав Adult Talent Managers в клипе Typical группы Tickle Me Pink. Откровенная версия клипа была опубликована на сайте Digital Playground, версия с цензурой была представлена широкой общественности.

## Награды и номинации
- 2009 AVN Award номинация — лучшая сцена группового секса — Pirates II: Stagnetti’s Revenge (вместе с Марко Бандерасом, Эбби Брукс, Чарльзом Дера, Мануэлем Феррарой, Бри Линн, Вероникой Рэйн, Стоей и Шайлой Стайлз)[5]